# MANQ
MANQ（マンキュー）は日本の音楽家。

## 概要
自作のバックトラックを流しながらアルト・サクソフォーンで演奏するスタイルがメイン。
複数のバンドにサポートとしてサックスを演奏することも多い。エレクトリック・ギターでの演奏も行なう。アコースティック・ギターを使った弾き語り演奏も行なう。
基本的には日本全国どこでもライブを行なうが近年は東京都から静岡県浜松市までの区間にて活動、その範囲外でのライブは激減している。逆にその範囲内でのライブ活動は増加している。
コロナ禍においても活動を止めることはなく、お店での演奏ができなくなった時期においても配信等でライブ活動は続け中断はしなかった。

## 配信活動
TuneCoreにて配信した1stアルバム「LOUNGE OF THE CITY HOTEL」がiTunes Storeジャズ トップアルバム日本6位（2021年3月1日）を記録。
TuneCoreでは1stアルバム「LOUNGE OF THE CITY HOTEL」、2ndアルバム「ILLEST AND DROP DEAD GORGEOUS」を契約。3rdアルバム「BLOOD THIRSY」からはBANDCAMPのみでの契約としている。
TowerRecord MANQ配信サイト

## 過去の活動
10代のころよりハードコア・パンクバンドに所属。
最初のバンドはMANQをハードコアの世界に引き込んだ「TERU」（故人）が結成した「COFFINS」というバンド。ギター購入後数ヶ月で初ライブを行なうというかなり無茶なスケジュールで活動を開始。
COFFINS解散後、後述する静岡では知名度のあった「SO WHAT」がギタリストが脱退することに際してMANQを次ぎのギタリストにする計画が発足。SO WHATはあまりにも暴力的でMANQ自身がそこに恐怖を感じており、加入することを拒んでいたが、SO WHATﾘｰﾀﾞｰYOSHIの「鬼の形相」に負けて加入することになり、SO WHATとして活動することになる。当時の出演ライブはGAUZEが開催していた「消毒GIG」等に出演し、新宿アンチノック等様々なハードコア界では著名なライブに出演し、その知名度を得ることになる。
当時のインディーズ大手「セルフィッシュレーベル」よりハードコア・パンク・バンド「SO WHAT」にてギターを担当し、LIP CREAMプロデュースによるアルバム1990年「MURDER」をリリース。
またAXXE RECORDSよりSO WHATとTHE RUSTLERによる両A面によるスプリット盤ALBUMを1990年発表。当時のメンバーはベースのYOSHI以外は変動が多く、MANQはギタリストとしては3代目となる。
MANQをハードコア・パンクの道へ引き込んだ友人TERUがバイク事故により死亡したため、その追悼ライブをもってMANQはSO WHATを脱退する。
当時の静岡ハードコアをまとめた書籍が刊行された。「静岡ハードコア」
その後、ハードコア・パンクから完全に引退し、ブルースを基調としたロックバンド「THE RUSTY JUKES」を結成。数年のライブ活動とともに解散。その後もギタリストとして様々なバンドに参加するも全て中途半端に解散する不遇の時期となる。

## ファンクへの移行
THE RUSTY JUKES結成時に訪れたスタジオがファンク系のバンドが多かったために、そこでファンクというジャンルに出会う。ロック的な要素をすべて否定して8ビートよりも16ビートを、表より裏を意識した音楽に触れていくことでファンクバンドに加入する。
「地下道ブラザーズ」「TOGURO」などを経て「VALKYRIE」を結成。FUNK DISASTER シリーズというライブを企画し前身バンドから数えると20年を経る。メンバーの変遷も30名ほどにのぼる大所帯となった。1st音源は2007年「DACNIN' IN THE STREET、2nd音源は2010年「BOUNCE!」の2枚のCDをリリース。現在は活動していないが解散は表明していない。

### ソロ活動へ
VALKYRIEの活動停止に際してソロ（一人で活動）を考えるようになる。先輩ミュージシャンから「MANQは誰のために音楽をやっているんだ？」と指摘された。過剰なまでのバンドへのこだわり、メンバーへの気遣いを指摘され、時間がかかったようだが「自分のために音楽をやる」と決心をした。
その場合、多くのバンド出身者がソロになる場合「アコギ弾き語り」を選択する中、あまりにもアコギ弾き語り人口の多さをすでに知っていたのでそこに埋没するのは本意ではない、なにか違うソロ活動方法はないか模索することになる。幼少期にピアノを僅かに習っていたことからキーボードを使った「打ち込み」に抵抗を感じることもなく、ファンク時代にドラム、ベース、鍵盤も経験したことから、自作でバックトラックを作りそれをバンドと見立て、自分がメイン楽器でソロをとる方式を編み出した。
後述するサックスがそのメイン楽器となる。
その際、複数の先輩ミュージシャンに相談したが「カラオケと同じになってしまう」「面白い」などと賛否両論だったが、「やらないで後悔するくらいならやって後悔するほうがマシ」と言いながらやることにしたという。（MC談）

### サックスへの転向
上記ファンク系のバンドを率いていくにはホーンセクションが必要と判断し、様々な管楽器奏者を入れ試行錯誤を繰り返した。しかしメンバーの厳しい意見等に納得がいかないMANQはならば自分が対応すべくサクソフォーンへのチャレンジを決心する。
だが楽器は高額で、簡単に入手はできず、封筒に「さっくすちょきん」とひらがなで書いたものを用意し、少しづつお金を入れていつか購入するという吞気な計画を立てていた（ライブのMC談）。
だが先輩ミュージシャンのライブや飲みに行ったりと「さっくすちょきん」からお金を抜き出し、いつまでもサクソフォーンは手に入らなかった。
そこに当時静岡にて人気ファンク系バンドのホーンセクションにてアルト・サクソフォーンを担当していたNOBIが実家のある九州へ家庭の事情で戻らなければならないことになり、世話になった静岡に恩返しの意味でアルト・サクソフォーンを先輩ミュージシャンに寄贈しようとしたが前述の「さっくすちょきん」のことを知っていたその先輩ミュージシャンは「それならMANQに」と指示をしたことで、MANQに無償でアルト・サクソフォーンが手渡される。MANQはフェンダー・テレキャスターをNOBIに、先輩ミュージシャンにはギブソン・レスポールを寄贈し、その先輩からはWESTORNのアコースティック・ギターを受け取った（ライブのMC談）。
以降は独学で現在に至るが、YouTube等でサクソフォーンについて勉強した発言がライブのMC等でよく聞かれる。そのサクソフォーンはヤマハの前進NIKKANインペリアル・サクソフォーンであった。
現在はヤマハ・YAS62Sをメインに使用。スムーズジャズの名手デイヴ・コーズの影響と本人は言っているが、どうやらただの偶然らしい。